# Jordan Henderson
Jordan Brian Henderson (ur. 17 czerwca 1990 w Sunderlandzie) – angielski piłkarz, występujący na pozycji pomocnika w angielskim klubie Brentford FC oraz w reprezentacji Anglii.

## Kariera klubowa
Wychowanek Sunderlandu. W 2008 został włączony do pierwszego składu tego klubu. Swój debiut w pierwszej drużynie zaliczył 1 listopada 2008 w przegranym 0:5 meczu z Chelsea.
29 stycznia 2009 wypożyczono go na miesiąc do Coventry City. W nowym klubie zadebiutował dwa dni później w meczu ligowym z Derby County. Po miesiącu gry w Coventry, okres wypożyczenia przedłużono do końca sezonu. 28 lutego 2009 w meczu z Norwich City Anglik zdobył swoją pierwszą bramkę w zawodowej karierze. Do końca sezonu 2008/2009, Henderson w zespole Coventry wystąpił 10-krotnie.
W sezonie 2009/2010 przedostał się do pierwszego składu Sunderlandu i od tamtej pory regularnie gra w Premier League. 19 grudnia 2009 w meczu z Manchesterem City zdobył swoją pierwszą bramkę w lidze.
9 czerwca 2011 przeszedł do Liverpoolu F.C., z którym podpisał długoterminowy kontrakt. Kwota transferu wyniosła 16 mln funtów. W sezonie 2011/2012 Henderson zdobył z drużyną klubową Puchar Ligi Angielskiej oraz zagrał w finale Pucharu Anglii. Po odejściu Stevena Gerrarda, został mianowany nowym kapitanem Liverpoolu w sezonie 2015/2016.
27 lipca 2023 został ogłoszony zawodnikiem Ettifaq FC przechodząc z Liverpoolu za 12 milionów euro.

## Kariera reprezentacyjna
Jordan Henderson ma za sobą występy w kadrze Anglii U-19, U-20 i U-21.
17 października 2010 zadebiutował w pierwszej reprezentacji Anglii w przegranym 1:2 towarzyskim meczu z Francją.
W 2011 uczestniczył w niezbyt udanych dla Anglii Mistrzostwach Europy do lat 21 (zespół odpadł po fazie grupowej).
16 maja 2012 znalazł się na rezerwowej liście piłkarzy powołanych na Euro 2012. 31 maja 2012 znalazł się w ostatecznej 23-osobowej kadrze Anglii na Euro 2012, zastępując wykluczonego z powodu kontuzji Franka Lamparda. 11 czerwca 2012 zagrał w pierwszym meczu Anglii na Euro 2012 (przeciwko Francji), w którym zmienił w 78 minucie Scotta Parkera.
W 2013 wziął udział w Euro U-21, gdzie jednak Anglicy przegrali wszystkie trzy mecze grupowe.

## Działalność społeczna
Podczas pandemii koronawirusa w Wielkiej Brytanii zbierał fundusze na rzecz National Health Service. Wspiera prawa osób LGBTQ, w ramach tygodnia „Rainbow Laces”, organizowanego przez Premier League, pojawiał się na boisku z tęczowymi sznurówkami i przepaskami.

## Statystyki kariery
Aktualne na dzień 1 lutego 2020 r..
| 2008/09            | Sunderland         | Premier League     | 1   | 0  | 0  | 0 | 1  | 0 | –  | – | – | – | 2   | 0  |
| 2008/09            | Coventry (wyp.)    | Championship       | 10  | 1  | 3  | 0 | 0  | 0 | –  | – | – | – | 13  | 1  |
| 2009/10            | Sunderland         | Premier League     | 33  | 1  | 2  | 0 | 3  | 1 | –  | – | – | – | 38  | 2  |
| 2010/11            | Sunderland         | Premier League     | 37  | 3  | 1  | 0 | 1  | 0 | –  | – | – | – | 39  | 3  |
| 2011/12            | Liverpool          | Premier League     | 37  | 2  | 5  | 0 | 6  | 0 | –  | – | – | – | 48  | 2  |
| 2012/13            | Liverpool          | Premier League     | 30  | 5  | 2  | 0 | 2  | 0 | 10 | 1 | – | – | 44  | 6  |
| 2013/14            | Liverpool          | Premier League     | 35  | 4  | 3  | 0 | 2  | 1 | –  | – | – | – | 40  | 5  |
| 2014/15            | Liverpool          | Premier League     | 37  | 6  | 7  | 0 | 4  | 0 | 6  | 1 | – | – | 54  | 7  |
| 2015/16            | Liverpool          | Premier League     | 17  | 2  | 0  | 0 | 3  | 0 | 6  | 0 | – | – | 26  | 2  |
| 2016/17            | Liverpool          | Premier League     | 24  | 1  | 0  | 0 | 3  | 0 | –  | – | – | – | 27  | 1  |
| 2017/18            | Liverpool          | Premier League     | 27  | 1  | 1  | 0 | 1  | 0 | 12 | 0 | – | – | 41  | 1  |
| 2018/19            | Liverpool          | Premier League     | 32  | 1  | 0  | 0 | 1  | 0 | 11 | 0 | – | – | 44  | 1  |
| 2019/20            | Liverpool          | Premier League     | 30  | 4  | 0  | 0 | 0  | 0 | 6  | 0 | 4 | 0 | 40  | 4  |
| 2020/21            | Liverpool          | Premier League     | 21  | 1  | 1  | 0 | 0  | 0 | 6  | 0 | 0 | 0 | 28  | 1  |
| 2021/22            | Liverpool          | Premier League     | 35  | 2  | 5  | 0 | 5  | 0 | 12 | 1 | 0 | 0 | 57  | 3  |
| 2022/23            | Liverpool          | Premier League     | 35  | 0  | 2  | 0 | 1  | 0 | 4  | 0 | 1 | 0 | 43  | 0  |
| 2023/24            | Al-Ettifaq         | Saudi Pro League   | 17  | 0  | 2  | 0 | 0  | 0 | 0  | 0 | 0 | 0 | 19  | 0  |
| 2023/24            | Ajax Amsterdam     | Eredivisie         | 9   | 0  | 0  | 0 | 0  | 0 | 3  | 0 | 0 | 0 | 12  | 0  |
| 2024/25            | Ajax Amsterdam     | Eredivisie         | 28  | 1  | 2  | 0 | 0  | 0 | 15 | 0 | 0 | 0 | 45  | 0  |
| Łącznie w karierze | Łącznie w karierze | Łącznie w karierze | 495 | 35 | 37 | 0 | 33 | 2 | 91 | 3 | 5 | 0 | 660 | 39 |

## Sukcesy
Liverpool
- Mistrzostwo Anglii: 2019/2020
- Puchar Ligi Angielskiej: 2011/2012
- Liga Mistrzów UEFA: 2018/2019
- Superpuchar Europy UEFA: 2019
- Klubowe mistrzostwo świata: 2019
- Finał Ligi Mistrzów UEFA: 2017/2018
- Finał Ligi Europy UEFA: 2015/2016
- Finał Pucharu Anglii: 2011/2012
- Finał Pucharu Ligi Angielskiej: 2015/2016

Reprezentacyjne
- 3. miejsce w Lidze Narodów UEFA: 2018/2019
- 2. miejsce w Mistrzostwach Europy: 2020

Indywidualne
- Młody gracz roku w Sunderland: 2009/10, 2010/11
- Piłkarz roku w Anglii według FWA: 2019/2020